# Pterulaceae
Famille

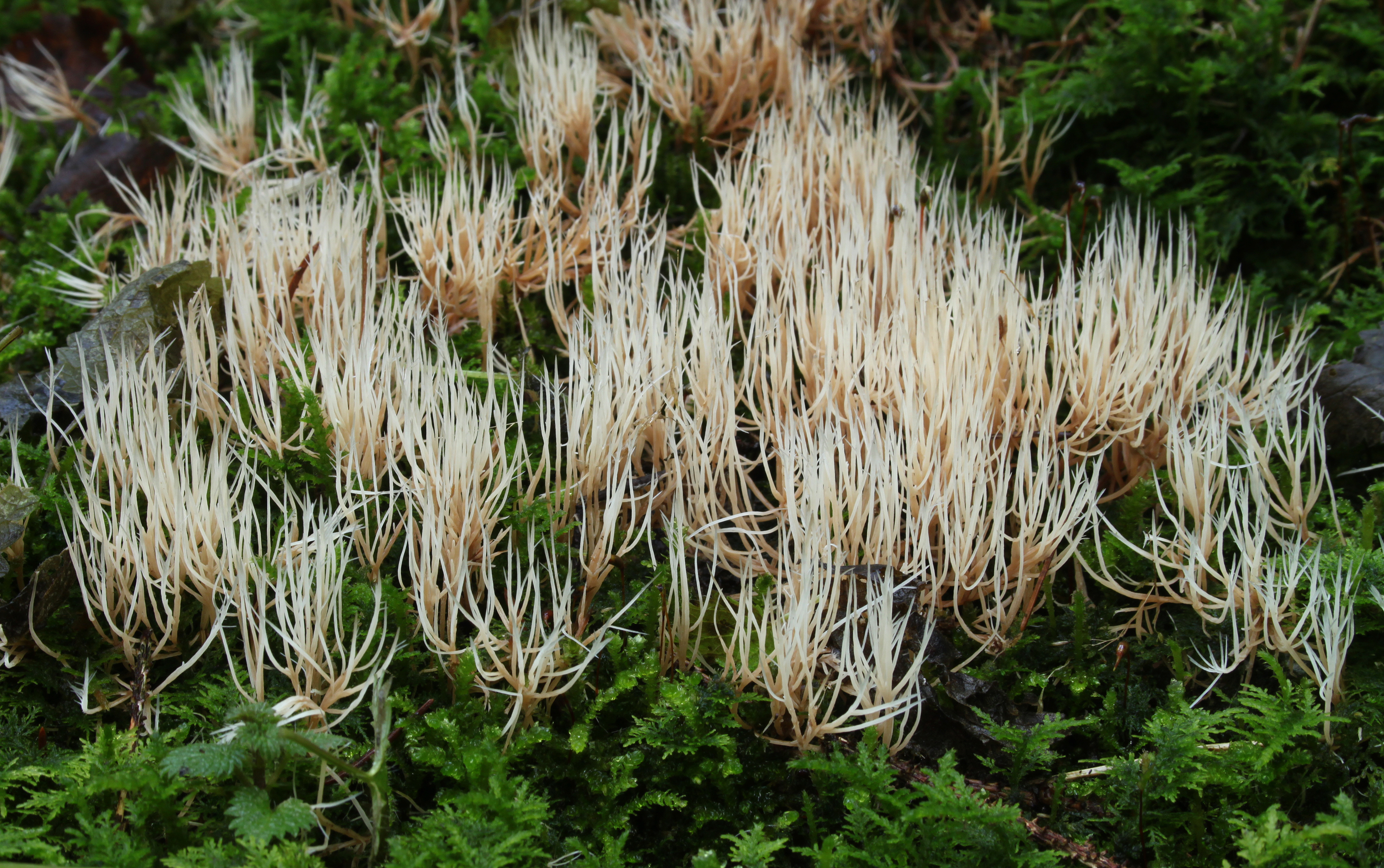
Pterula multifida.

Les Pterulaceae sont une famille de champignons basidiomycètes dans le clade III des Hygrophoroïdes, de l'ordre des Agaricales,,.

## Liste des genres
Selon MycoBank (23 janvier 2023) :
- Actiniceps Berk. & Broome, 1876
- Allantula Corner, 1952
- Coronicium J.Erikss. & Ryvarden, 1975
- Deflexula Corner, 1950
- Dimorphocystis Corner, 1950
- Lepidomyces Jülich, 1979
- Merulicium J.Erikss. & Ryvarden, 1976
- Myrmecopterula Leal-Dutra, Dentinger & G.W.Griff., 2020
- Parapterulicium Corner, 1952
- Penicillaria Chevall., 1826
- Phaeopterula (Henn.) Sacc. & D.Sacc., 1905
- Pterula Fr., 1825
- Pterulicium Corner, 1950

## Systématique
Le nom correct complet (avec auteur) de ce taxon est Pterulaceae Corner, 1970.

## Phylogénie
Phylogramme des Pterulaceae :
- - Clade des Athéloïdes
  - Boletales, Clade des Bolets
  - Agaricales, Clade des Euagarics
    - Clade I Plicaturopsidoïde
      - Clade II Pluteoïde
      - Clade III Hygrophoroïde
        - Typhulaceae
          - Xeromphalina
          - Sarcomyxa
          - Typhula

        -  Pterulaceae
          - 
            - Pterula
            - Phyllotopsis sp.

          - Hygrophoraceae

      - Clade IV Marasmioïde
      - Clade V Tricholomatoïde
      - Clade VI Agaricoïde

## Publication originale
- (en) E.J.H. Corner, « Supplement to 'A monograph of Clavaria and allied genera' », Nova Hedwigia, vol. 33,‎ 1970, p. 1-299 (ISSN 0029-5035)